# Bozovici

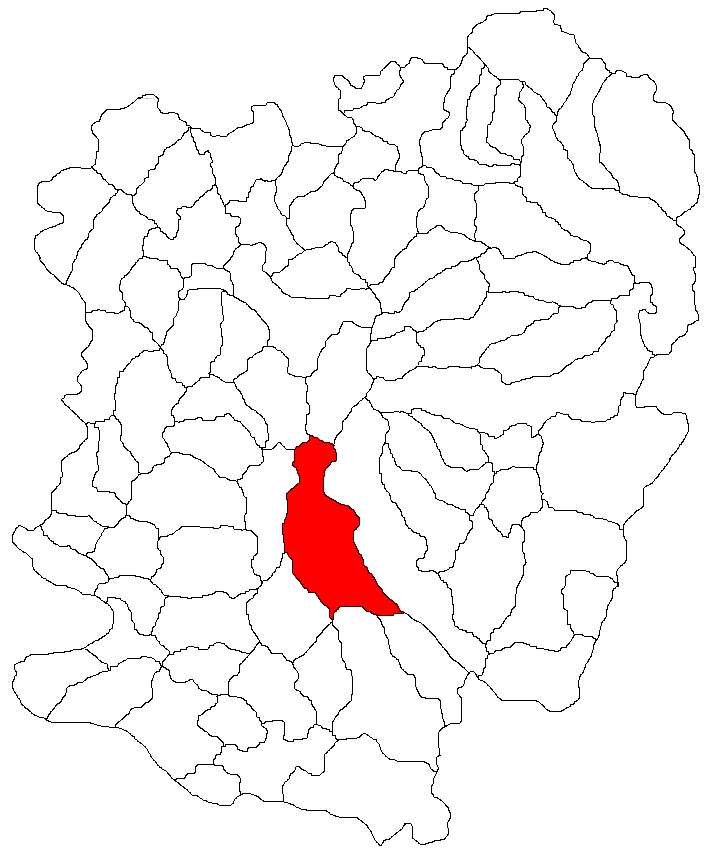
Lage der Gemeinde Bozovici im Kreis Caraș-Severin

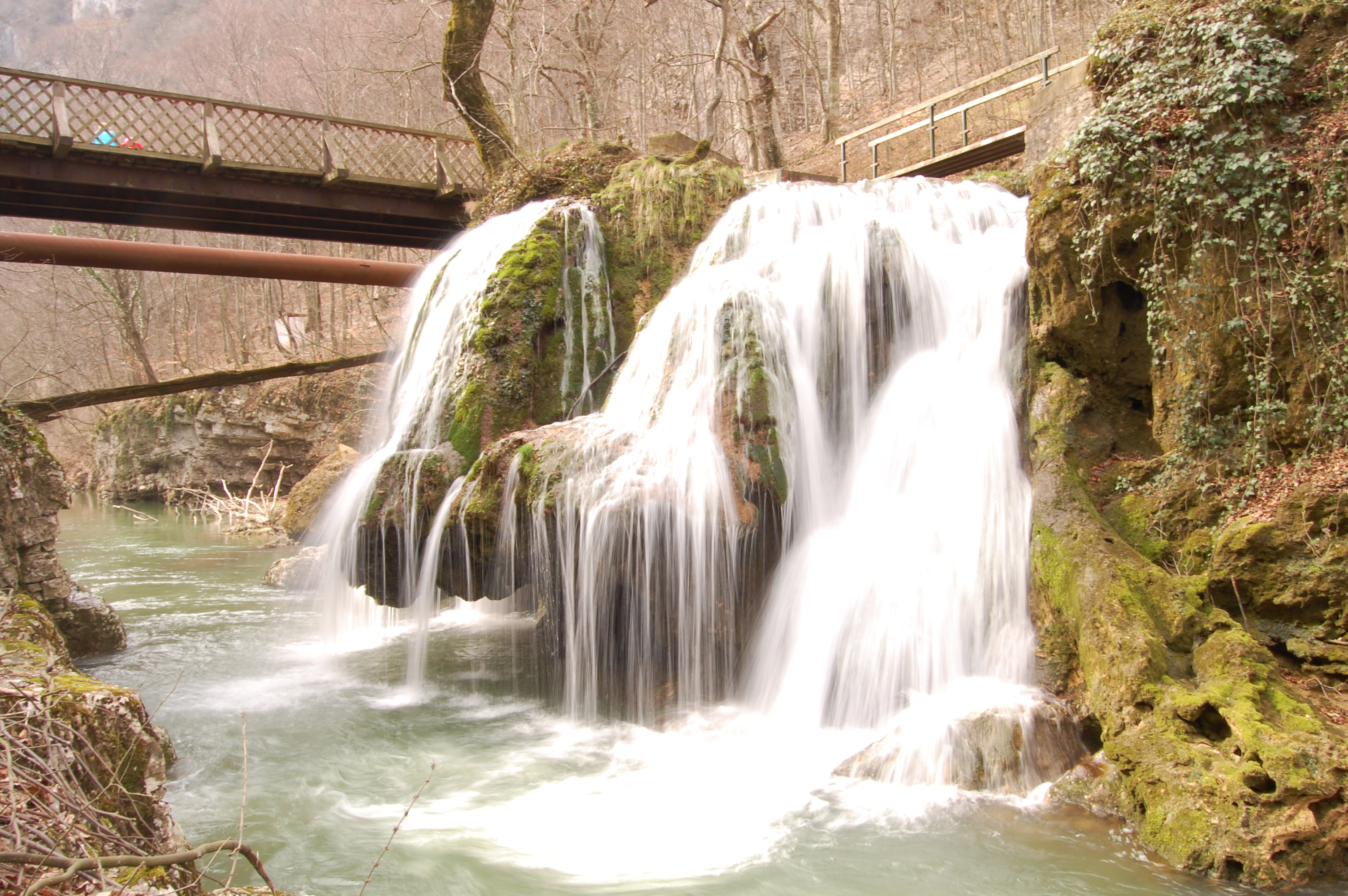
Wasserfall Bigăr

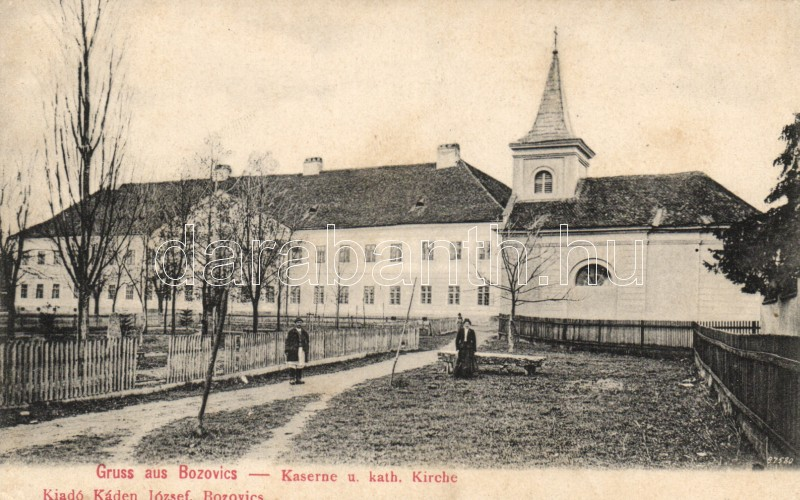
Kaserne und römisch-katholische Kirche

Bozovici (deutsch Bosowitsch, ungarisch Bozovics, kroatisch Božoviče) ist eine Gemeinde im Kreis Caraș-Severin, Banat, Rumänien. Zur Gemeinde Bozovici gehören die Dörfer Prilipeț, Poneasca und Valea Miniș.

## Nachbarorte
| Nationalpark Cheile Nerei-Beușnița | Nationalpark Semenic-Cheile Carașului       | Nationalpark Semenic-Cheile Carașului |
| Nationalpark Cheile Nerei-Beușnița | Kompassrose, die auf Nachbargemeinden zeigt | Prigor                                |
| Lăpușnicu Mare                     | Dalboșeț                                    | Eftimie Murgu                         |

## Lage
Bozovici liegt im Almascher Land (rumänisch: Țara Almăjului), zwischen dem Almăj-Gebirge und dem  Semenic-Gebirge, im Banater Gebirge, an der Nationalstraße DN57B Reșița-Anina-Oravița  und an der Europastraße E70 Timișoara-Băile Herculane. Die Ortschaft wird von den Flüssen Nera und Miniș durchquert.

## Geschichte
Urkundlich wurde Bozovici 1484 anlässlich einer Schenkung des Königs Matthias Corvinus an Lazar de Bozovici erstmals erwähnt. Spuren menschlichen Lebens sind jedoch anhand archäologischer Funde schon seit dem Neolithikum nachweisbar, ebenso aus der Römerzeit. Im Mittelalter war Bozovici Verwaltungszentrum des rumänischen Distrikts „Almascherer Land“ (Țara Almăjului). Nach der Eroberung des Banats durch die Habsburgermonarchie (1718) wurde der Ort Militär-, Verwaltungs- und politisches Zentrum des Almascher Distriktes und gehörte zur Banater Militärgrenze, die 1751 von Pantschowa über Weißkirchen, Mehadia und Karansebesch gegründet wurde. 1768 wurde das „Walachische Bataillon“ aufgestellt. Es hatte vier Kompanien und 2.383 Grenzer in Topleț, Globurău, Ilova und Ohaba-Bistra, heute Stadtteil von Oțelu Roșu. 1773 kamen auch Grenzer aus dem Almascher Land hinzu. 1775 wurde das „Walachische Bataillon“ mit dem „Illyrischen Regiment“ zu dem „Walachisch-illyrischen Regiment“ vereint. 1777 ist die Existenz einer „Deutschen Unteroffiziersschule“ in Bosowitsch verzeichnet. 1845, als in Weißkirchen durch die Umstrukturierung der Militärgrenze das „Illyrisch-Banater Regiment“ eingerichtet wurde, gehörten zu diesem auch drei Regimenter des „Almascher Landes“, die ihren Sitz in Bozovici, Dalboșeț und Prigor hatten.
Im ersten Jahrzehnt des 20. Jahrhunderts fand das Gesetz zur Magyarisierung der Ortsnamen (Ga. 4/1898) Anwendung, einschließlich der Magyarisierung aller Toponyme auf Kartenwerken, Grundbuchauszügen und Stadtplänen. Die amtliche Ortsbezeichnung war Bozovics. Die ungarischen Ortsbezeichnungen blieben bis zur Verwaltungsreform von 1923 im Königreich Rumänien gültig, als die rumänischen Ortsbezeichnungen eingeführt wurden.
Der Vertrag von Trianon am 4. Juni 1920 hatte die Dreiteilung des Banats zur Folge, wodurch Bozovici an das Königreich Rumänien fiel.

## Tourismus
Durch seine Lage an den Nationalparks Cheile Nerei-Beușnița und Semenic-Cheile Carașului ist Bosovici ein attraktives Touristenzentrum. Es ist Ausgangspunkt zu den verschiedenen Naturschutzgebieten, Seen, Höhlen, Tälern. Außerdem ist Bozovici ein Paradies für Angler und Jäger.
Touristische Ziele auf dem Areal der Gemeinde Bozovici oder in unmittelbarer Nähe sind:
- das Naturschutzgebiet Ogașul Slătinic
- das Naturschutzgebiet Lisovacea
- der See Ochiul Beiului
- der Wasserfall Bigăr
- die Höhle des Miloi II

## Demografie
| 1880 | 5194 | 4879 | 41  | 204 | 70             |
| 1890 | 5382 | 4843 | 50  | 214 | 275            |
| 1910 | 5989 | 5013 | 210 | 335 | 431            |
| 1930 | 5193 | 4814 | 45  | 201 | 133            |
| 1941 | 4914 | 4541 | 10  | 140 | 223            |
| 1977 | 4049 | 3843 | 19  | 27  | 160            |
| 1992 | 3666 | 3450 | 13  | 34  | 169            |
| 2002 | 3321 | 3214 | 15  | 9   | 83             |
| 2021 | 2506 | 2163 | 7   | 3   | 333 (137 Roma) |

## Persönlichkeiten
- Gideon von Krismanic (1817–1876), österreichischer Generalmajor.